# Claës Cedercreutz
Claës Henrik Laurentius Cedercreutz, född den 1 april 1917 i Helsingfors, död den 2 juli 1991 i Fredrikshamn, Finland, var en finlandssvensk läkare. Han gifte sig 1940 med Rita Bjurström (f.1918, d.2003). 
Hans doktorsavhandling från 1952 handlar om hypnosbehandling av fantomsmärtor förorsakade av amputation. Senare har han forskat inom hypnosbehandling av migrän förorsakad av skallskada. Han grundade tillsammans med dr. Martti Paloheimo och Leo Hilden föreningen Vetenskaplig Hypnos r.f. år 1959. Han var docent i hypnoterapi vid Tammerfors universitet. Han idkade studier i handkirurgi i Paris, vilket resulterade i en handbok i handkirurgi skriven tillsammans med dr. Heinz Hoffman. Han var chefsläkare vid stadssjukhuset i Fredrikshamn, från 1966 interkommunala sjukhuset i Fredrikshamn  mellan 1955 och 1980.
Mellan 1945 och 1952 var han medlem av trolleriföreningen Suomen Taikapiiri. År 1973 grundade han Haminan Teinisirkus ( Fredrikshamns Ungdomscirkus). Han skrev bland annat teaterstycket Myllynkiven Tarina (Kvarnstenens berättelse), en musikal om Gustav III och Katarina den Stora förlagd i Fredrikshamn. Utöver detta var han en aktiv viskompositör och hedersmedlem i Sällskapet Visans Vänner i Helsingfors, samt hedersordförande av Haminan Teatteri (Fredrikshamns Teater). 
Cedercreutz var inkallad i militärtjänst mellan år 1939 och 1945, och deltog både i vinterkriget (efter utexaminering från Officersskolan, kurs 44) samt fortsättningskriget (Division 8, Infanteri Regemente 4 (JR4)). Under tiden mellan de båda krigen verkade han bland annat som tolk för Svenska frivilligkåren i Salla.
I augusti 2014 utkom en biografi över Claës Cedercreutz av Henrik Huldén: Kirurgen som kunde trolla (2014) (Svenska Folkskolans Vänner) ISBN 978-952-7076-02-6